# Tufão Chanchu
O tufão Chanchu, conhecido nas Filipinas como tufão Caloy, foi o tufão mais intenso no Mar da China Meridional no mês de maio, de acordo com o Observatório de Hong Kong (HKO). A primeira tempestade nomeada da temporada de tufões do Pacífico de 2006, Chanchu foi formada em 8 de maio nas proximidades dos Estados Federados da Micronésia e progrediu para oeste. Gradualmente intensificou-se para uma tempestade tropical e, mais tarde, uma tempestade tropical severa antes de se mover pelas Filipinas. Em 13 de maio, Chanchu entrou no Mar da China Meridional e se tornou um tufão, de acordo com a Agência Meteorológica do Japão (JMA). As águas quentes e o fluxo favorável permitiram que a tempestade se intensificasse rapidamente até atingir o pico máximo de ventos sustentados de 175 km/h (109 mph) em 15 de maio. Por volta dessa época, o tufão mudou bruscamente para o norte em direção ao sudeste da China. Chanchu enfraqueceu ao se curvar para o nordeste, atingindo a costa perto de Shantou, Guangdong, em 17 de maio como uma forte tempestade tropical. O governo da China considerou o Chanchu o primeiro tufão a atingir a costa da província. No dia seguinte, a tempestade emergiu no Mar da China Oriental, tornando-se extratropical em 19 de maio antes de se dissipar a oeste de Kyushu.
No início da sua duração, Chanchu se mudou pelas Filipinas, causando quedas de energia e deslizamentos de terra em várias ilhas. Apesar de um alerta geral contra a navegação de pequenos barcos, uma balsa partiu de Masbate e virou devido à tempestade, matando 28 pessoas. Em todo o país, 41 pessoas morreram e os prejuízos chegaram a $ 117,57 milhões (PHP, US $ 2,15 milhões). Enquanto estava no Mar da China Meridional, Chanchu pegou muitos pescadores vietnamitas desprevenidos, fazendo com que 17 navios afundassem e danificando vários outros. Os navios chineses ajudaram na missão de busca e resgate, resgatando 330 pescadores de 22 barcos; no entanto, 21 corpos foram encontrados e os restantes 220 desaparecidos foram considerados mortos. No sul da China, as enchentes e os fortes ventos de Chanchu destruíram cerca de 14.000 casas e danificaram mais de 190,000 ha (470,000 acres) de campos agrícolas. Os danos foram mais graves em Shantou, onde chegaram à costa, com enchentes cobrindo estradas e entrando em centenas de casas. Os danos na China totalizaram ¥ 7 bilhões de [[reminbi] (RMB, US $ 872 milhões) e houve 23 mortes. As chuvas do tufão mataram duas pessoas em Taiwan depois de arrastá-las para cima em um rio, e os danos às colheitas atingiram NT $ 158,88 milhões (NTD, US $ 5 milhões). Mais tarde, ondas altas mataram uma pessoa em Okinawa e deixaram outra pessoa desaparecida, enquanto as chuvas se estendiam pela Coreia do Sul.

## História meteorológica
Uma área de convecção, ou tempestades, persistiu em 5 de maio a sudeste do Estado de Yap, nos Estados Federados da Micronésia (FSM). Inicialmente, permaneceu desorganizado enquanto seguia para oeste, embora a circulação tenha se tornado mais distinta em 7 de maio, indicando uma organização gradual. Às 06:00 UTC de 8 de maio, a Agência Meteorológica do Japão (JMA) declarou que uma depressão tropical havia se desenvolvido cerca de 175 km (110 milhas) a nordeste de Palau. Cinco horas depois, o Joint Typhoon Warning Center (JTWC) emitiu um alerta de formação de ciclone tropical e às 18:00 UTC classificou o sistema como Tropical Depression 02W. O sistema mudou para oeste-sudoeste, influenciado pela cordilheira subtropical ao norte. No início de 9 de maio, o JTWC atualizou a depressão para o status de tempestade tropical, e às 12:00 UTC o JMA fez o mesmo atualizando o sistema para a tempestade tropical Chanchu. Também naquele dia, a Administração de Serviços Atmosféricos, Geofísicos e Astronômicos das Filipinas (PAGASA) começou a emitir avisos sobre a tempestade como Tempestade Tropical Caloy.

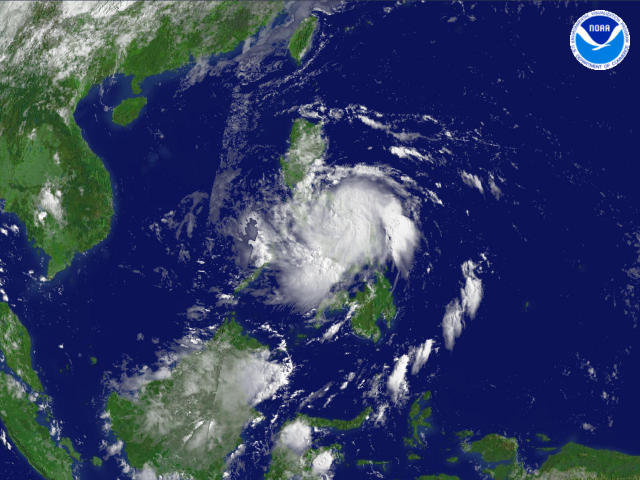
Tempestade tropical severa Chanchu perto de Samar em 11 de maio

Em seus estágios formativos, Chanchu foi localizado em um ambiente geralmente favorável à intensificação. Seu percurso mudou mais para o oeste-noroeste devido a uma crista de construção ao sul.  No final de 10 de maio, o JTWC atualizou Chanchu para o status de tufão, estimando 1 ventos sustentados por minuto de 140 km/h (87 mph). Em contraste, o JMA estimou que se intensificou apenas para uma forte tempestade tropical com ventos de 95 km/h (59 mph).  Virando-se mais para o oeste, Chanchu atingiu Samar, no leste das Filipinas, em 11 de maio. Apesar de se mover através do arquipélago, Chanchu intensificou ligeiramente dentro do Mar de Sibuyan, atingindo Mindoro em 12 de maio com 1 ventos minutos de 160 km/h (99 mph), de acordo com o JTWC.   Em 13 de maio, Chanchu emergiu no Mar da China Meridional e, mais tarde naquele dia, a JMA o atualizou para o status de tufão.
Ao chegar ao Mar da China Meridional, Chanchu encontrou uma área de altas temperaturas da superfície do mar e baixo cisalhamento do vento.  Depois que uma baixa de nível superior a leste forneceu um fluxo favorável para o sul e o leste,  Chanchu intensificou-se rapidamente em 14 de maio. Enquanto a tempestade estava ativa, o JTWC atualizou Chanchu para um supertufão com ventos 1 minuto de pico de 250 km/h (160 mph), embora a agência posteriormente tenha rebaixado os ventos de pico para 230 km/h (140 mph). Em contraste, o JMA estimou os ventos de pico de 10 minutos de 175 km/h (109 mph) às 00:00 UTC em 15 de maio.  De acordo com o Observatório de Hong Kong, os ventos de 10 minutos chegaram a 185 minutos km/h (115 mph),  que fez do Chanchu o tufão mais forte no Mar da China Meridional no mês de maio.
No momento em que Chanchu atingiu o pico dos ventos, um cavado que se movia para o leste sobre a China quebrou a crista ao norte,  fazendo com que o tufão mudasse bruscamente para o norte em um ambiente menos favorável.  Com a diminuição do fluxo de saída e forte cisalhamento do vento, Chanchu começou a enfraquecer lentamente.  O olho inicialmente permaneceu pequeno, mas a parede externa do olho se deteriorou em 16 de maio conforme a convecção diminuía na periferia norte.  A depressão que anteriormente enfraquecia o cume conduziu Chanchu para o norte-nordeste e forçou uma transição extratropical.  No final de 17 de maio, o JMA rebaixou o tufão a uma forte tempestade tropical.  Por volta dessa época, Chanchu atingiu a costa perto de Shantou, Guangdong, no sudeste da China, cerca de 315 km (195 mi) a leste de Hong Kong ;  o JTWC estimou ventos terrestres de 130 km/h (81 mph), enquanto o JMA estimou em 110 km/h (70 km/h).  No início de 18 de maio, o JTWC descontinuou os avisos, embora o JMA continuasse rastreando Chanchu sobre o sudeste da China através da província de Fujian oriental. Mais tarde em 18 de maio, a tempestade emergiu no Mar da China Oriental, tornando-se totalmente extratropical às 00:00 UTC em 19 de maio. Os remanescentes continuaram em direção ao Japão antes de se dissiparem às 18:00 UTC naquele dia na costa oeste de Kyushu, no sul do Japão.

## Preparativos

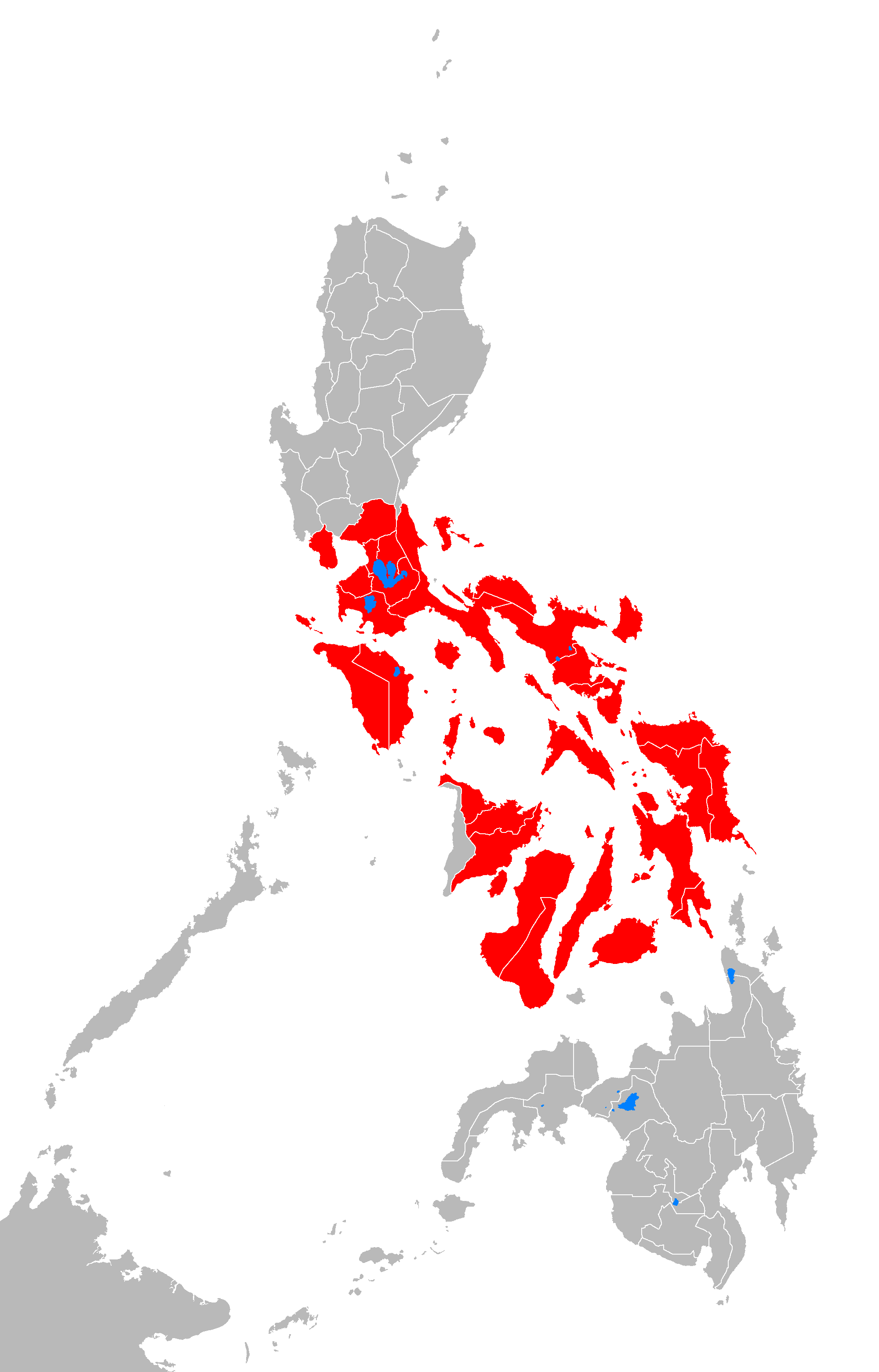
Províncias filipinas onde sinais públicos de tempestade foram emitidios para preparativos

Num momento, foi previsto que Chanchu tornar-se-ia um super tufão equivalente a um furacão de categoria 5 e fazer landfall perto de Hong Kong. Em resposta à ameaça, as autoridades no Observatório de Hong Kong, bem como em Macau, emitiram um sinal de alerta para informar ao público da aproximação do tufão.
A China disse sobre a possibilidade da província de Guangdong ser afetada em 11 de Maio. Como Chanchu começou a mover-se para o norte, um aviso de tufão severo foi emitido em 15 de Maio. Este foi o primeiro aviso de tufão severo desde a introdução da escala Beaufort extensa e da nova classificação de tufões para o país no mesmo dia. O aviso foi substituído por um aviso urgente em 16 de Maio. Este também foi o primeiro aviso urgente de ciclone tropical do ano. Assim que Chanchu fez landfall em Guangdong no começo da madrugada de 18 de Maio e enfraqueceu-se, o aviso urgente foi substituído por um aviso de tempestade tropical severa, e depois aumentado. Mais de 620.000 pessoas foram retiradas no sudeste da China em 17 de maio para evitar os efeitos de Chanchu.
A Agência Central de Meteorologia de Taiwan emitiu um aviso de tufão para o Canal de Bashi e o Estreito de Taiwan em 15 de Maio. O aviso foi estendido para incluir Kinmen, Penghu e as áreas oceânicas ao largo da costa norte de Taiwan no começo de 16 de Maio.

## Impactos

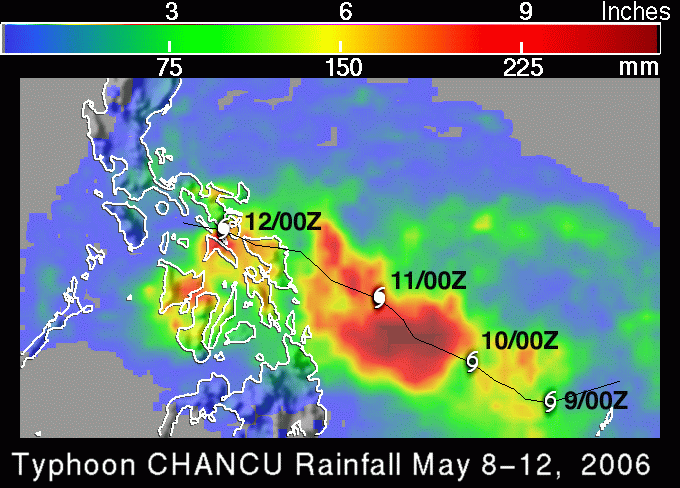
Sumário de chuvas de Chanchu em 12 de Maio

Chanchu causou 41 fatalidades nas Filipinas e $98,6 milhões de pesos $1,9 milhões de dólares (valores em 2006), principalmente na agricultura. Vinte e uma das mortes foram de um barco a motor que virou, o Mae An, ao largo da costa da Ilha Masbate em 12 de Maio. Afortunadamente, os outros 18 passageiros foram resgatados. Na região de Bicol, 300 famílias tiveram suas casas destruídas devido às enchentes severas e ventos fortes.
Em seis vilas em Sogod, Leyte Sul, 1.000 pessoas ficaram totalmente isoladas do resto do mundo devido a um deslizamento de terra na área. No entanto, o deslizamento não provocou nenhuma fatalidade. Um rio transbordado quebrou um dique no começo da madrugada do dia seguinte e submergiu quatro vilarejos sob águas na "altura da cintura" em Mindoro, enquanto que uma balsa com mais de 713 pessoas a bordo encalhou. No total, mais do que 600 casas foram completamente destruídas, enquanto que outras 3.500 foram parcialmente danificadas.

### Outras áreas da Ásia
Embora Chanchu não tenha afetado diretamente a costa do Vietnã, o sistema causou o naufrágio de 11 navios do país, deixando 44 mortos e no mínimo 190 desaparecidos. Os outros 7 navios que estavam na área conseguiram ficar e pediram ajuda. Cerca de 330 pescadores foram resgatados por marinheiros chineses. Antes, havia relatos de que cerca de 600 foram resgatados. O Presidente do Vietnã, Trần Đức Lương, expressou seus agradecimentos ao governo chinês em 22 de Maio por resgatar os vietnamitas dos navios destruídos. Na província de Phu Yen, 3 estudantes desapareceram. Segundo relatos, eles foram arrastados enquanto nadavam no mar,
Chanchui causou no mínimo 25 fatalidades na República Popular da China. In Shantou, houve deslizamentos deterra e casas foram destruídas, resultando em três mortes. 192 casas foram inundadas e a altura da água chegou a 1,6 metro. Um parque foi severamente danificado e teve que fechar para manutenção. Na província de Fijuan, 15 pessoas morreram por deslizamentos de terra e outras 4 ficaram desaparecidas. Os danos em Fujian foram estimados em $480 milhões de dólares. A perda econômica direta foi estimada em $7 bilhões de yuans.
Houve apenas danos mínimos em Hong Kong. O nível da água subiu para 2,8 metros (acima do que foi previsto) devido à maré ciclônica e enchentes de pequena escala ocorreram em Sheung Wan. Alguns voos foram cancelados e algumas rotas de balsas foram suspensas. Devido às condições ruins do mar, um navio de cruzeiro com mais de 1.000 passageiros tiveram que adiar a sua viagem de retorno de Kaohsiung para Hong Kong.
Duas pessoas morreram em Taiwan; foram arrastadas pela enxurrada assim que atravessavam uma ponte no condado de Pintung, em 17 de Maio. A ilha experimentou chuvas fortes de relevo e rajadas significantes de vento nas cidades e condados ocidentais da ilha. O petroleiro boliviano Lucky Star ficou encalhado devido às fortes ondas na cidade de Kaohsiung.
Fotes ondas no sul do Japão levaram 3 pessoas que estavam nadando ao largo da costa da Ilha Hatemura, sendo que apenas um sobreviveu.

## Após a tempestade
O nome Chanchu foi retirado junto com outros quatro nomes na 39ª reunião da comissão de tufões ESCAP/OMM em Manila, Filipinas, em Dezembro de 2006 Em Dezembro de 2007, o comitê selecionou o nome Sanba para substituir Chanchu na Lista de nomes para a bacia do Pacífico, começando em 2008.